# Traude Bührmann
Traude Bührmann, Pseudonym Olga Linz (* 26. November 1942 in Essen) ist eine deutsche Schriftstellerin, Journalistin, Fotografin und Übersetzerin.

## Berufliche Entwicklung
Nach ihrem Realschulabschluss, einer kaufmännischen Lehre und einem zweijährigen Aufenthalt in London und Paris wurde Traude Bührmann Auslandskorrespondentin. Anfang der 1970er-Jahre verbrachte sie mehrere Jahre in Nepal und Indien mit Bild- und Erlebnisreportagen. Zurück in der BRD, absolvierte sie von 1973 bis 1977 auf dem zweiten Bildungsweg in Berlin ein Soziologiestudium. Von 1976 bis 1979 war sie als Redakteurin bei der feministischen Berliner Frauenzeitschrift Courage und anderen, auch internationalen Zeitschriften tätig und verfasste als freie Journalistin, Schriftstellerin und Fotografin Text- und Bildbeiträge für Dokumentationen und Anthologien.
1984 war sie Mitbegründerin der Westberliner Lesben.Kultur.Etage Araquin. 1989 verbrachte sie ein Jahr in Montréal und nahm in den Jahren 1988 bis 1994 an Lesungen auf den Internationalen Feministischen Buchmessen in Montréal, Barcelona, Amsterdam und Melbourne teil. In der Berliner Begegnungsstätte für Künstlerinnen PELZE-multimedia organisiert sie interdisziplinäre Projekte. Bei der europäischen Foto-Wanderausstellung Lesbian Connexions, die erstmals 1998 bei den Gay Games in Amsterdam gezeigt wurde, ist sie Mitorganisatorin.
In Faltenweise – Lesben und Alter, 2000 im Verlag Krug & Schadenberg erschienen, porträtierte Traude Bührmann Lesben und Alter/n. Zwischen 2002 und 2005 war Bührmann für die Organisation und Durchführung literarischer Salons und Schreibwerkstätten für den Förderverein Europäische Frauenakademie der Künste und Wissenschaften Berlin-Brandenburg e. V. zuständig und arbeitete danach in Kulturzentren, Stadtteil- und Bildungseinrichtungen.
Ab 2012 erstellte sie Künstlerinnen-Biografien, wie z. B. zu Melli Beese-Boutard und Monique Wittig und verfasste Text- und Fotobeiträgen in „Mein Lesbisches Auge“, eine jährlich erscheinende Anthologie des Konkursbuch Verlag Claudia Gehrke und in der radikalfeministischen Lesbenzeitschrift Ihrsinn. Weiterhin ist Bührmann im Bereich lesbisch-feministischer Erinnerungskultur mit Stadtrundgängen in Berlin und Paris unterwegs.

## Publikationen

### Bibliographie
- Flüge über Moabiter Mauern. Erzählung. Orlanda Frauenverlag, Berlin 1987, ISBN 978-3-92216-633-7.
- Ahornblätter – Feuilles d’Erable. zweisprachiger bibliophiler Gedichtzyklus. Berlin 1992.
- Die Staubstrasse nach Matala und andere Reiseerzählungen. lit. Europe Verlag, Berlin 1994, ISBN 978-3-93012-604-0.
- Mohnrot. Roman. Daphne Verlag, Göttingen 1997, ISBN 978-3-89137-021-6. Dieser Roman wurde unter dem Pseudonym Olga Linz veröffentlicht.
- als Hrsg.: Sie ist gegangen. Geschichten vom Abschied für immer. Orlanda Verlag, Berlin 1997, ISBN 978-3-92982-346-2.
- als Hrsg.: Lesbisches Berlin – die Stadtbegleiterin. Orlanda Verlag, Berlin 1999, ISBN 978-3-92982-359-2.[5]
- Faltenweise – Lesben und Alter. Krug & Schadenberg, Berlin 2000, ISBN 978-39300-4122-0.
- Manège à trois. Großstadtgeflüster. Gedichte 1990 - 1998. édition copine, Berlin 2001,
- mit Suzette Robichon (Hrsg.): Lesbisches Paris – die Stadtbegleiterin. Orlanda Verlag Berlin 2002, ISBN 978-3-92982-395-0.
- Die Straßensängerin. Roman. Frauenoffensive München 2004, ISBN 3-88104-367-5.
- Nachtcafé: Erzählungen um Leben und Tod. Milena Verlag Wien 2005, ISBN 978-3-85286-137-1.
- Nehmen Sie Platz Madame. Fotos & Poeme-Geburtstagskalender. Berlin 2005.
- durchatmen. Konkursbuch Verlag Claudia Gehrke, Tübingen 2011, ISBN 978-3-88769-768-6.
- Cocktailstunde. Novelle zum selbstbestimmten Sterben. Konkursbuch Verlag Claudia Gehrke, Tübingen 2011, ISBN 978-3-88769-652-8.
- In die Welt hinaus, in die Welt hinein. Komposition aus Fotos, Berichten, Impressionen, Gedichten 1966–2016. Konkursbuch Verlag Claudia Gehrke 2020, ISBN 978-3-88769-471-5.
- Reisefertig: Geschichten. Konkursbuch Verlag Claudia Gehrke 2020, ISBN 978-3-88769-472-2.
- wahlverwandt & unermüdlich. 16 lesbische Orte im Porträt. konkursbuch 2022, ISBN 978-3-88769-488-3.[6]

### Übersetzungen
- Nicole Brossard: Die malvenfarbene Wüste. Roman. Frauenoffensive, München 1989
- Anne-Marie Alonzo: Ein ungeschriebener Brief. Hörstück. Xenia Verlag, Bremen 1990
- Jacqueline Julien: Feuer. Hörstück. Toulouse 1995
- Dominique Silvain: Blutsschwestern. Roman. Rotbuch, Hamburg 1997
- Traude Bührmann (Hrsg.): Sie ist gegangen. Beiträge französischer Autorinnen. Orlanda, Berlin 1997
- Traude Bührmann, Suzette Robichon (Hrsg.): Lesbisches Paris. In französ. Sprache. Orlanda, Berlin 2002

### Erzählungen, Essays und Beiträge
- Sterben Kinder durch Nestlé? In: Courage: Berliner Frauenzeitung. Nr. 3 (1978), Heft 2, ISSN 0176-1102 S. 26–27 (Digitalisierter Artikel auf der Website der Friedrich-Ebert-Stiftung)
- Ladies Only! mit Roswitha Baumeister anlässlich des 10-jährigen Jubiläums des feministischen Berliner Kunstortes Pelze-Multimedia, 1991[7]
- Semiramis oder Die Rache der Maria Adler. In: Chris Paul (Hrsg.): Alltägliche Träume. LesbenLeseBuch. Ätna Verlag, Hohenfels 1991.
- Wie sehen die Beine eines Marienkäfers aus. In: Karin Rick, Diana Voigt (Hrsg.): Mit Würde und Feuer. über Frauenfreundschaften. Wiener Frauenverlag, Wien 1993.
- Where the sun the hour is not. Ihrsinn e. V. (Hrsg.): Ihrsinn Zeit 8/93. Bochum 1993.
- Namen sterben nicht. Ihrsinn e. V. (Hrsg.): Ihrsinn War was? 10/94. Bochum 1994.
- Korrespondenzen / Correspondances. In: Sylvia Treudl (Hrsg.): sidesteps. Texte zum Thema Seitensprünge. Wiener Frauenverlag, Wien 1994.
- Die Wohnungsauflösung. Ihrsinn e. V. (Hrsg.): Ihrsinn Sterbenswege Trauerweisen 14/96. Bochum 1996.
- Nicole Brossard. In: Alexandra Busch, Dirk Link (Hrsg.): Frauenliebe, Männerliebe. eine lesbisch-schwule Literaturgeschichte in Portraits. J.B. Metzler Verlag, Stuttgart 1997.
- Blinde Kuh. In: Andrea Krug, Dagmar Schadenberg (Hrsg.): Augenblicke. Verlag Krug & Schadenberg, Berlin 1999.
- Pat Pan. In: Christine Lemione, Ingrid Renard (Hrsg.): Attirances – Lesbiennes fems, lesbiennes butchs. éditions gaies et lesbiennes, Paris 2001.
- Fremdworte. In: Anne Jüssen, Frauenmuseum Horlemann (Hrsg.): Wegziehen, Ankommen. Bad Honnef 2002.
- Nullpunkte, Dissonanzen, Resonanzen. Ihrsinn e. V. (Hrsg.): Ihrsinn Generationen 25/26/02. Bochum 2002.
- In Memoriam: Monique Wittig. Ihrsinn e. V. (Hrsg.): Ihrsinn Globalisierung 27/03. Bochum 2003.
- mit Laura Meritt und Nadja B. Schefzig (Hrsg.): Mehr als eine Liebe – polyamouröse Beziehungen. Orlanda Verlag, Berlin 2005.[5]
- Passagen und Auftakt Wechseljahre. In: Ulrike Janz (Hrsg.): Verwandlungen – Lesben und die Wechseljahre. Verlag Krug & Schadenberg, Berlin 2006.
- Ohne Bewährung. In: Andrea Krug, Dagmar Schadenberg (Hrsg.): Fein und gemein – Rachegeschichten. Verlag Krug & Schadenberg, Berlin 2008.
- Lust will Ewigkeit, Geschichte zu einer Grab-WG. Laura Méritt (Hrsg.): Mein lesbisches Auge 12/13, Konkursbuch, Berlin 2013.
- Wir sind die homosexuellen Frauen. Laura Méritt, Regina Nössler (Hrsg.): Mein lesbisches Auge 17, zur Lesbengeschichte Berlin-Schönebergs Erscheinungsjahr: Konkursbuch, Berlin 2017.
- A kiss for the eye, bebilderte Geschichte. Laura Méritt (Hrsg.): Mein lesbisches Auge 20, Konkursbuch, Berlin 2020.

### Foto-Ausstellungen

#### Einzelausstellungen
- Die Ätna – la Vulcana, 1983, Lichtbild-Text-Ton Kompositionen, unterschiedliche Kultureinrichtungen u. a. Frauenmuseum Wiesbaden.
- Steinzeichen – Dolmen und Menhire zur Megalithkultur, mit Karin Breithaupt, Frauen-Museum Wiesbaden, 1988.
- Liaison en fer, Faszination des Eiffelturms bei Nacht, s/w, Berlin und Paris, 1995.
- Stein ist Benommensein, Friedhofsskulpturen, s/w, Paris, 1996.
- Return to Eressos, Foto-Installation Moabiter Kulturtage, Berlin, 2005.
- Schlossparkmusen, s/w, Ufer-Galerie, Berlin, 2005.
- Backstein-Poesie, Foto-Installation Moabiter Kulturtage, Berlin, 2005.
- Damendoppel, Foto-Installation, s/w, Toulouse und Berlin, 2009/10.
- Einmal Stein sein, s/w und Farbfotografien, Begine, Berlin, 2010.

#### Gemeinschaftsausstellungen
- Provençalische Schatten, s/w Fotos, Marseille 1993.
- Foto-Reportage om mani padne hum in: Ein Landschafts-Gemälde, Atelierhof Werenzhain 2008.
- Namen werden Inseln, Installation, Kunsthafen 59, Hamburg 2009.
- Sahauri-Sand, Foto-Installation. In: Fluchtlinien und Strömungen, Cap San Diego, Hamburg 2010.
- Rund um Wörter und Dinge, die verschwinden, Installation in Kunst auf dem Sockel, Atelierhof Werenzhain und Kunsthafen 59, Hamburg 2010.

## Preise und Auszeichnungen
Traude Bührmann wurde für ihre Erzählung Flüge über Moabiter Mauern 1987 mit dem 1. Lesbenliteraturpreis des Grupo Salons Hamburg ausgezeichnet.